# Mikrobiota křížolistá
Mikrobiota křížolistá (Microbiota decussata) nazývaná také Mikrobiota křižmovstřícná, je hustě větvený, stálezelený keř pocházející z ruského Dálného východu. Jako endemit tam roste v tvrdých klimatických podmínkách výhradně v Přímořském kraji, v sopečném pohoří Sichote-Aliň sahajícím do výše přes 2000 m. Původní areál této dřeviny se nachází na špatně přístupném, odlehlém, biology málo prozkoumaném místě a proto byla ruským vědci objevena až počátkem dvacátých let dvacátého století. Vzhledem k politické a vědecké izolaci Sovětského svazu byla pro západní botaniku téměř 50 let nedostupná a neznámá.
Původně byla klasifikována jako druh podobný zeravci východnímu (Platycladus orientalis), který se tehdy jmenoval Biota orientalis. Pro svou podobnost s ním a malý vzrůst dostala jméno Microbiota - malá biota. Pozdější molekulární studie zjistily podstatnou odlišnost od všech rodů z čeledi cypřišovitých a byla prohlášena za jediný druh monotypického, pro ni zvlášť ustaveného rodu mikrobiota.

## Ekologie

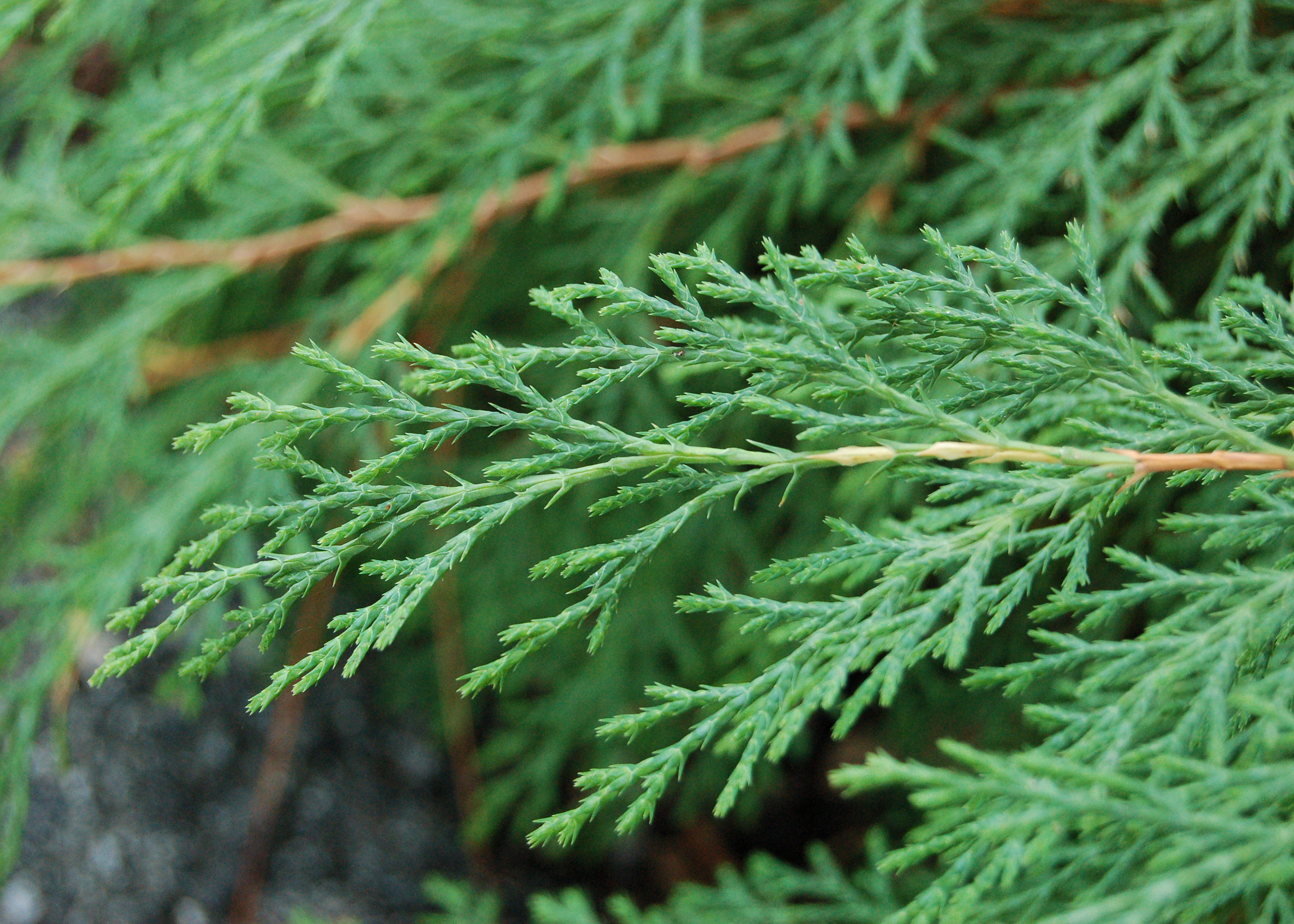
Větvička

Její přetržitý areál zahrnuje plochu asi 70 000 km². Roste na jižních horských svazích, nad tamní hranici lesa nebo v hluboko zaříznutých údolích horních toků řek v nadmořské výšce 500 až 1600 m n. m. Obvykle se vyskytuje na slunném až polostinném stanovišti se žulovým podložím v propustných, kamenitých nebo hlinito-písčitých půdách s malou vrstvou humusu. Podnebí je tam poměrně vlhké, chladné, drsné, silně větrné a v zimním období teplota klesá až pod -40 °C: Klima je v létě ovlivňováno vlhkými monzuny přicházejícími z jihu a jihovýchodu, naopak v zimě vanou silné, suché, mrazivé větry od západu z pevniny. Je dlouhověkou dřevinou, dožívá se 80 až 100 let. Netrpí nemocemi a není napadána hmyzem.
Do Evropy byla poprvé dovezena teprve v roce 1963, kdy ji jako úplnou novinku dovezl do Arboreta Nový Dvůr u Opavy tamní ředitel. Získal ji na základě dobrých vztahů s botaniky ze Střední Asie, z Taškentu, kde byla tehdy pěstována.

## Popis

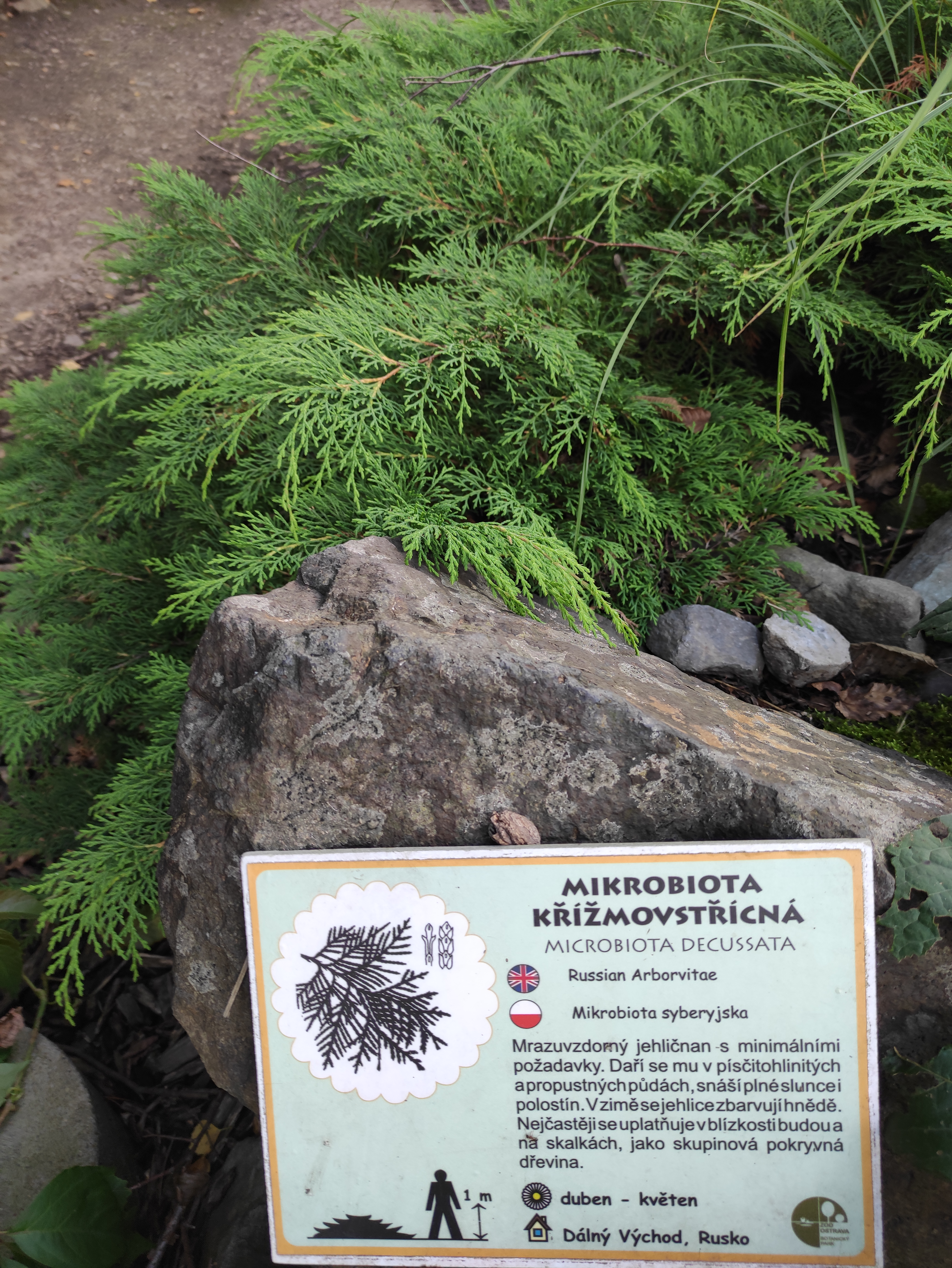
Mikrobiota křížolistá (Mikrobiota křižmovstřícná) v Zoologické zahradě a botanickém parku Ostrava

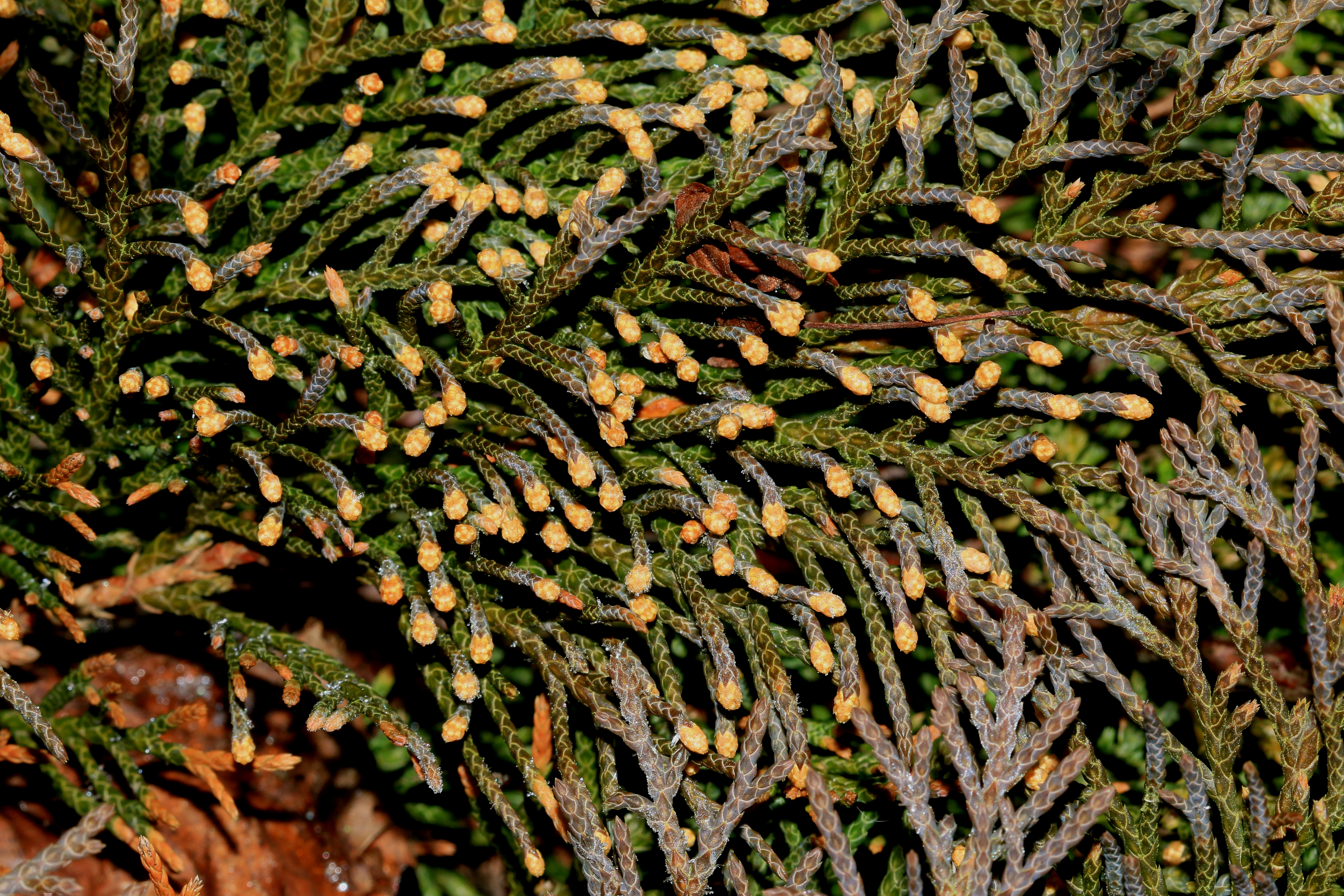
Samčí šištice

Jednodomý, nízký, hustý, široce rozprostřený keř vyrůstající do výšky 0,5 až 1 m a šířky 2 až 5 m. Poléhavé větve, stejně jako krátké kmínky, mají kůru nahnědlou, někdy slabě načervenalou a mohou být dlouhé až 2,5 m. Listy jsou jasně zelené, šupinovité, křižmostojné, asi 2 mm dlouhé a 1 mm široké, oválné s protáhlou špičkou a bělavým okrajem, přes střed mají nevýraznou žlázku. Listy jsou mírně dvojtvaré, neplodné větvičky mají listy více špičaté, odstálé a s výraznou středovou žlázkou. Špičky větviček i mírně zploštělých letorostů jsou slabě předkloněné. S příchodem zimy se listy barví do bronzová.
Mikrobiota křížolistá má nejmenší šišky na celé severní polokouli, jsou velké jen 2 až 3 mm. V minulosti byla často považována za rostlinu dvoudomou, protože mnoho rostlin má tendenci nevytvářet samičí šištice. Samčí šištice jsou žlutavé a vyrůstají na koncích letorostů. Samičí rostou na zkrácených letorostech, jsou kulovité nebo vejčité, skládají se z kožovitých šupin tvořících misku. Zralé šišky jsou vodorovně odstálé, asi 6 mm dlouhé a 3 mm tlusté, mají dvě dřevnaté semenné šupin a uprostřed uzrává obvykle jen jediné semeno. To je eliptické, hladké, lesklé, tmavě hnědé až černé, bezkřídlé a zralé již prvým rokem. K opylení větrem dochází v dubnu nebo květnu, šišky dozrávají od konce srpna do počátku října.

## Význam
Ve středoevropských podmínkách se mikrobiotě dobře daří. Raší však poměrně včasně a na některých chladných místech trpí pozdními jarními mrazíky, mírně namrzá. Vysazuje se na skalky i do větších zahrad, nejlépe poslouží jako rychle srůstající půdní kryt, snáší stříhání a stinné stanoviště. Dobře vypadá na ohraničení zeleně nebo na okraji kamenných zídek. V blízkosti se obvykle neuplatní nižší dřeviny a trvalky, brzy je zaroste. Množí se vyzrálými řízky, nejlépe s patkou. nebo i semeny z vlastní sklizně.

## Ohrožení
Přestože nejsou žádné indicie o snižování množství jedinců rostoucích ve volné přírodě, je v ruském červeném seznamu považována za ohroženou rostlinu. V IUCN je však zařazená mezi málo dotčené druhy (LC).